# Étang de Thau
Het Étang de Thau, het meer of bassin van Thau, is de grootste lagune van de Languedoc-Roussillon in Frankrijk. Het is 75 km² groot met een maximale lengte van 19 km en een maximale breedte van 5 km. Het is gemiddeld 4,5 m diep met diepten tot 30 m. Het water van het meer is zout, met het hoogste zoutgehalte tussen juli en januari.
Aan de oevers van het meer liggen zeven gemeenten van het departement Hérault: Balaruc-les-Bains, Balaruc-le-Vieux, Bouzigues, Frontignan, Marseillan, Mèze en Sète.
Ten zuiden van Marseillan ligt de ingang tot het Canal du Midi.
In het meer worden mosselen en oesters gekweekt. Het meer wordt ook benut voor zoutwinning.

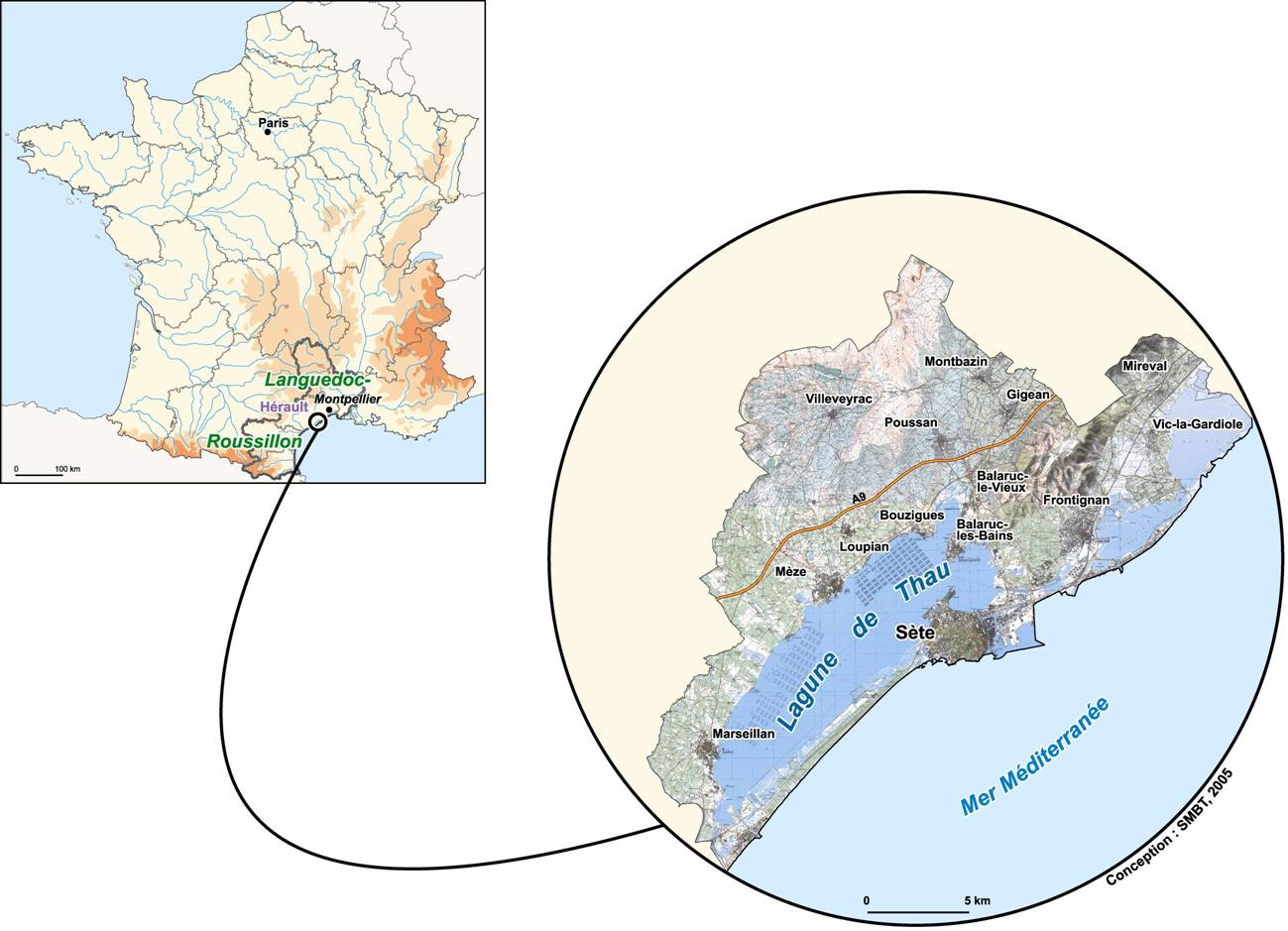